# Lyn-Jockeyen
Lyn-Jockeyen er en amerikansk stumfilm fra 1917 af Maurice Tourneur.

## Medvirkende
- Alma Hanlon som Diana Beverley
- June Elvidge som Mrs. D'Aquilia
- Irving Cummings som Herbert Brancaster
- Warren Cook som Beverley
- Paul McAllister som Sartoris